# サホロユースホステル
サホロユースホステルは日本ユースホステル協会に加盟している北海道新得町のユースホステル。
2013年3月31日で閉館した。以下は営業時の情報。

## 設備
- グループで一室利用可
- 余裕があればグループで一室利用可
- ゲストルームあり
- 洗濯機あり
- 乾燥機あり
- 荷物預かりあり
- 周辺にスポーツ施設あり
- 周辺にスキー場あり

## 休館
- 4月5日 - 24日、11月9日 - 30日、その他臨時休館あり
  - その他臨時休館あり

## アクセス
- 根室本線新得駅下車 徒歩7分